# Primož Jakopin
Primož Jakopin [prímož- jakopín] – Klok, slovenski računalnikar in jezikoslovec, jamar * 30. junij 1949, Ljubljana.

Jakopin je diplomiral leta 1972 pod mentorstvom Egona Zakrajška na Fakulteti za naravoslovje in tehnologijo v Ljubljani (smer tehniška matematika). Iz informacijskih znanosti je magistriral leta 1981 na Univerzi v Zagrebu. Doktoriral je leta 1999 iz teorije informacij na Fakulteti za elektrotehniko v Ljubljani (Zgornja meja entropije pri leposlovnih besedilih v slovenskem jeziku). Od leta 1993 do upokojitve leta 2012 je delal na Filozofski fakulteti v Ljubljani, najprej kot asistent, nato kot predavatelj v nazivu docenta na področju jezikovnih tehnologij. Na Inštitutu za slovenski jezik Frana Ramovša ZRC SAZU sodeluje pri jezikovnih tehnologijah in pri korpusnem jezikoslovju, s poudarkom na lematizaciji. Od 2001 do 2012 je na Inštitutu vodil Laboratorij za korpus slovenskega jezika.
Jakopin je avtor slovenskih urejevalnikov besedil INES (Sinclair ZX Spectrum, 1985), STEVE (Atari ST, 1987–1992) in EVA (za IBM PC 1992–danes) ter spletnega iskalnika NEVA. Ukvarja se tudi s speleologijo in fotografijo.

Njegov oče je bil jezikoslovec Franc Jakopin, mati pa pisateljica in prevajalka Gitica Jakopin.